# Stanisław Batko (podoficer)
Stanisław Batko (23 kwietnia 1891 w Igołomi, zm. 15 maja 1928 w Borku) – żołnierz Legionów Polskich, armii austriackiej, kawaler Orderu Virtuti Militari.

## Życiorys
Urodził się w rodzinie Madeja i Marianny z Dzierzów. Miał dwóch braci: Aleksandra i Wincentego oraz siostrę Helenę. W młodości uczył się kowalstwa, należał do Związku Strzeleckiego oraz do Polskiej Partii Socjalistycznej. W 1914 wstąpił do Legionów Polskich i w szeregach 2 kompanii 4 pułku piechoty walczył na szlaku bojowym formacji legionowych. Podczas walk na Wołyniu, z własnej inicjatywy, na czele kilku żołnierzy przyszedł z odsieczą okrążonemu patrolowi ze swojej kompanii, biorąc do niewoli 6 żołnierzy rosyjskich oraz zdobywając broń. Za bohaterstwo w walce odznaczony został Krzyżem Srebrnym Orderu Virtuti Militari. Po kryzysie przysięgowym, wcielony do armii austriackiej. W 1918, przeniesiony do rezerwy.
Zamieszkał w Borku Fałęckim i pracował w tamtejszej fabryce kabli. Zginął w wypadku samochodowym w Borku Fałęckim i tam jest pochowany. 
Był żonaty, córka Zuzanna Jadwiga (ur. 26 listopada1921).

## Ordery i odznaczenia
- Krzyż Srebrny Orderu Wojskowego Virtuti Militari nr 6290 – 17 maja 1922[4][5]